# アル・アハリ
アル・アハリSC（英語: Al-Ahly Sporting Club, アラビア語: النادي الأهلي للرياضة البدنية）は、エジプトの首都カイロを本拠地とするプロサッカークラブである。
クラブ名のアル・アハリは、アラビア語で「国家の、国民の」という意味で、以前は「アル・アリ」とも表記された。国内大会のエジプト・プレミアリーグ、エジプト・カップ、エジプト・スーパーカップの全てにおいて最多優勝を数える。国際大会でもCAFチャンピオンズリーグ、CAFスーパーカップの最多優勝クラブであり、アフリカで最も成功したクラブと言われる。クラブ会員数はカイロだけで4万5000人を超え、『アフリカのレアル・マドリード』とも呼ばれる。
2000年にはアフリカサッカー連盟（CAF）よりCAF 20世紀最優秀アフリカクラブに選出され、FIFAクラブワールドカップでは3位になった経験が4度ある。

## 歴史

### 創設と初期（1907年–1940年代）

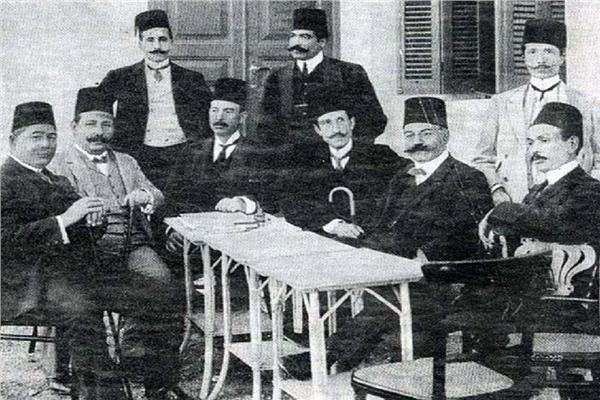
1907年4月24日の初回の総会での写真

20世紀初頭のエジプトでは、既存のスポーツクラブのほとんどが、在エジプトイギリス人、ギリシャ人、イタリア人などの外国人向けに設立されており、エジプト人が主体となって運営・参加できるクラブは存在していなかった。例外的にアレクサンドリアに存在していたエジプト人向けのクラブもあったが港湾労働者などに限られていた。こうした状況の中、カイロの学生やその卒業生向けの団体の会長に選ばれたエジプト人弁護士のOmar Lotfy Beikは、エジプト人のためのより広い交流とスポーツ活動の場を提供すべく新たなクラブの設立を提唱した。彼の呼びかけのもと1907年4月8日に複数の著名なエジプト人有志や政府関係者との会合が開かれ、クラブ設立が正式に決定された。さらに、クラブの資金を調達するために1株5エジプト・ポンドで1000株を発行する株式会社形式を採用することも取り決められた。同年4月24日にはクラブ初の正式な総会が開催され、この日が現在もクラブの公式な創立記念日として祝われている。1909年に施設が正式開場し、陸上競技場、サッカー場、ボクシングリング、重量挙げホールなどの設備が整えられた。1911年にはクラブ初のサッカーチームが結成され、最初のユニフォームには当時のエジプトの国旗に使われていた赤と白を採用した。

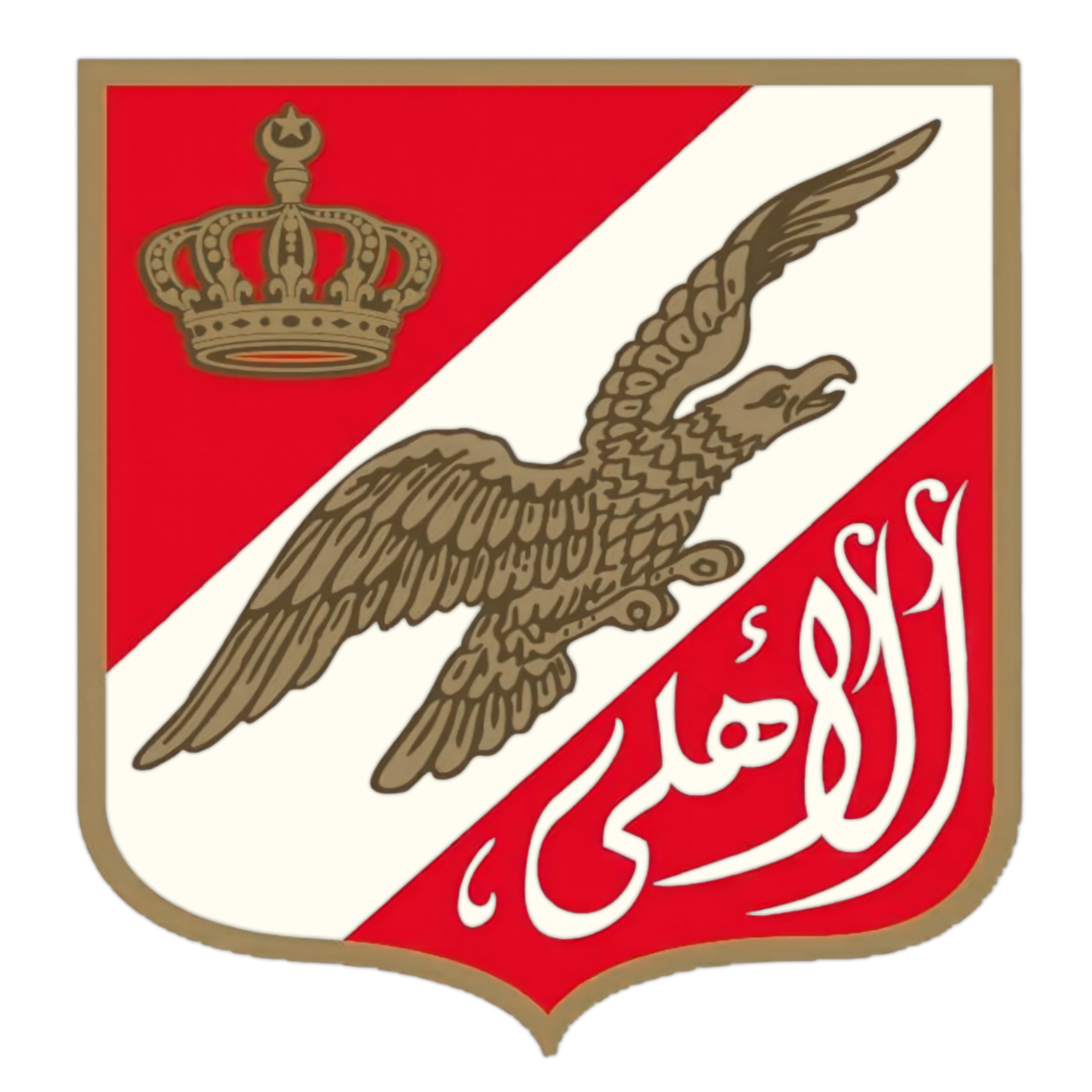
1929年に王冠が加えられた際のエンブレム

1923年にスルタン・フセイン・カップで初タイトルを獲得し、翌年にはエジプト・カップを初制覇した。1929年になると国王フアード1世の後援を受けたことにより、クラブのエンブレムには王冠が加えられた。

### リーグ参加と国内支配（1948年–1990年代）

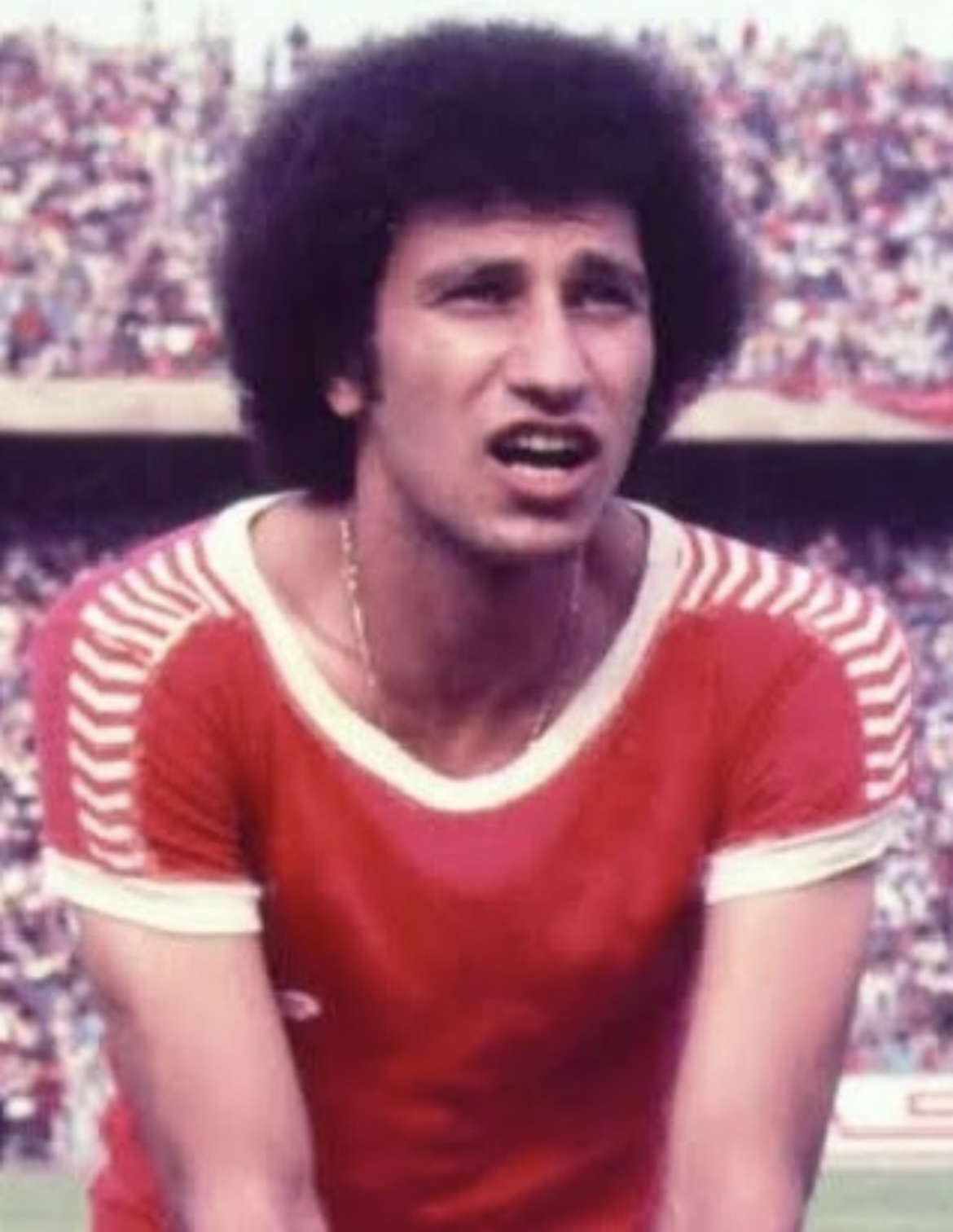
エル＝ハティブはアフリカ大陸史上最高のフォワードの一人とも評される

1948年、エジプト全国リーグの創設に伴い初参加して以降9連覇を達成。1976年にはアフリカのクラブ大会に初参加し、国際舞台への足がかりを築いた。1982年にクラブは同時アフリカ最強といわれたガーナのアサンテ・コトコSCを決勝で破り、エジプトのクラブで初のアフリカチャンピオンズカップ制覇を達成。翌年にはクラブのエースFWであるマフムード・エル＝ハティブがエジプト人初のアフリカ年間最優秀選手賞を受賞した。1982年の初優勝を機に、アル・アハリは1984年、1985年、1986年と3年連続でアフリカンカップウィナーズカップを制覇し、1987年には2度目のアフリカチャンピオンズカップ優勝、1988年には読売サッカークラブを下してアフロアジアクラブ選手権のタイトルなど、毎年のようにタイトルを獲得。1993年にも再びウィナーズカップを獲得したクラブはアフリカでの存在感を高めていった。
しかし、1994年のCAFスーパーカップでライバルのアル・ザマレクに敗北したことで転機が訪れる。この試合はエジプトの2大クラブがアフリカタイトルを懸けて初めて直接対決する歴史的な場面であったことに加えて、ザマレクの監督が元アル・アハリの伝説的選手・指導者だったマハムード・エル＝ゴハリこともあり、試合には大きな注目が集まった。けれども敗戦後にクラブ間で衝突が起き、CAFはアル・アハリの選手イブラヒム・ハッサンに1年間の出場停止処分、アル・アハリのクラブ会長と監督に最終警告を出した。これに激怒したアル・アハリは、アフリカ大陸の大会からの撤退を表明。CAF側もこれに反発し、制裁措置としてクラブに1995年から1998年までCFAの大会に出場禁止の処分を科した。

### アフリカを代表するクラブへ（2000年–2010年代）
21世紀に入るとCAFにより『アフリカの20世紀最優秀クラブ』として表彰されたことを契機にクラブは再びアフリカ大陸の舞台に戻り、レアル・マドリードとの記念試合も行われた。2005年にはFIFAクラブ世界選手権にエジプトのクラブとして初出場し、2006年大会では3位に入賞。2007年には創立100周年を迎え、FCバルセロナやSLベンフィカを招いて記念試合を開催した。
2012年2月1日、ムバラク政権崩壊後に訪れるはずだった希望の時代の中、ポートサイド・スタジアムで開催されたアル・マスリSC戦の終了後にアル・マスリのサポーターがピッチに乱入し、アル・アハリのサポーターに襲いかかるという惨劇が発生した。これによりアハラウィのメンバーを中心に多数の死負傷者を出した。当局は例によってこの悲劇は「フーリガン」や「暴力的なサポーター文化」に起因するものと発表した。しかし、その公式発表は次第に目撃者たちの証言と矛盾するものとなった。犠牲者の多くはスタジアムの出口トンネルでの圧死や刺傷によるものであり、警官は若者たちが殴られ、刺され、惨劇が広がっていくのをただ傍観していたという。警察や治安部隊の不作為あるいは共謀が疑われ、アハラウィの一部はこれを”2011年の革命への報復”と捉え、国家による意図的な攻撃であると主張した。この事件はエジプトサッカー界や世界全体に衝撃を与え、国内リーグ戦は一時中止され、エジプトサッカー協会の幹部も辞任。アハラウィのメンバーはエジプト革命以来となるタハリール広場での抗議運動を再び展開し、1年前同様にサポーター活動と政治運動との境界線が曖昧になっていった。同時に、リーグ戦が中断されたことでクラブの収入源は失われ、選手に給料が支払えず、選手のモチベーションやコンディションの維持も困難な状況にも陥った。クラブ経営陣はスポンサーに支援を依頼し、選手は代表の試合や海外クラブとの親善試合でモチベーションを維持しながらクラブとサポーターは悲劇を乗り越える形で本格的に活動を再開し、アル・アハリは2012年と2013年にCAFチャンピオンズリーグで優勝。この優勝はポートサイドでの事件で命を落としたサポーターたちに捧げられたとされ、選手やクラブ関係者、サポーター、スポンサーも一丸となる象徴的な出来事だった。
2014年には20個目の大陸タイトルを獲得し、イタリアのACミランを抜いて「世界最多の大陸タイトル獲得クラブ」となった。2019年には「ビジョン2045」プロジェクトが始動し、新スタジアム建設やテレビ局整備、ルクソール支部の開設、オリンピック級プールの建設が掲げられた。

### 設備拡大と安定した国際大会での成績 (2020年–)
2019-20シーズンのCAFチャンピオンズリーグ決勝では18年ぶりの優勝を狙うライバルのアル・ザマレクと、7年ぶりの王座奪還を狙うアル・アハリの対戦カードとなり、アフリカサッカー史に残る歴戦となった。試合は1-1のまま終盤を迎えたが、85分46秒にモハメド・マグディが放ったボレーシュートが決勝点となり、アル・アハリが優勝を果たした。この瞬間はサポーターの間で伝説となり、実況者が叫んだ「القاضية ممكن」というフレーズとともに、Tシャツや記念品に刻まれて広く浸透した。また、2020年にアル・アハリは第4支部の建設を開始。クラブはスイミングプール、レストラン、理髪店、フィットネスセンター、その他の設備を備えたクラブハウスを保有しており、会員パスを購入することで選手でなくともこれらの施設にアクセスできる。2021-22シーズン中にクラブはこの会員関連収入だけで2,100万ドル以上の恩恵を受け、ブライトンから南アフリカ代表のパーシー・タウなどの選手を月給10万ドルで契約した。

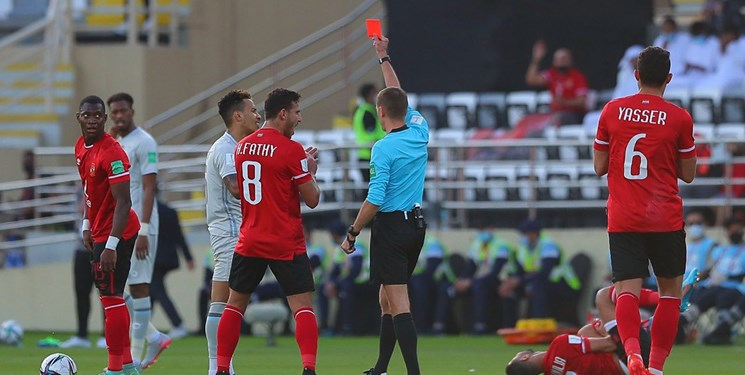
アル・アハリはマテウス・ペレイラとモハメド・カンノの退場で数的有利を得ていた（2022年）

2022年2月、UAEで開催されたFIFAクラブワールドカップ2021の3位決定戦でアル・アハリはサウジアラビアのアル・ヒラルを4‑0で下して大会3位となった。これによりクラブW杯での3位入賞は通算3回目（過去2回は2006年大会と2020年大会）となり、2大会連続で表彰台に立った。一方、5月末に開催された2021-22シーズンのCAFチャンピオンズリーグ決勝ではモロッコのウィダード・カサブランカの対戦した。この決勝は開催地の候補がモロッコ以外撤退した結果、ウィダードの本拠地であるカサブランカのスタッド・モハメドVでの一発勝負だったため物議を醸した。これについてアル・アハリは中立地での開催を求めてスポーツ仲裁裁判所（CAS）に提訴したが決勝直前に訴えは退けられ、試合も0–2で敗れたことでアル・アハリは大会史上初の3連覇を逃した。
翌年6月、2022-23シーズンのCAFチャンピオンズリーグ決勝で前年王者ウィダードを2戦合計3–2で下し、前年のリベンジと2大会ぶりのアフリカ王者に返り咲いた。これはクラブ通算11度目の同大会優勝で、アル・アハリが持つ最多優勝記録を更新するタイトルだった。翌月には2シーズンぶり43回目のリーグ優勝を達成し、12月にサウジアラビアで開催されたFIFAクラブワールドカップ2023で、アル・アハリは準々決勝で開催国代表のアル・イテハドに3–1で勝利し準決勝に進出。最終的に3位決定戦でアジア王者の浦和レッドダイヤモンズを4–2で下して3位入賞を果たし 、クラブW杯の表彰台に通算4度目となる登壇を果たした。この「4度の3位」は同大会におけるアフリカ勢最多記録であり、クラブの国際舞台での強豪ぶりを示すものとなった。
2024年5月、2023-24シーズンのCAFチャンピオンズリーグ決勝でチュニジアのエスペランス・チュニスを2戦合計1–0で破って史上4度目の大会連覇を達成。マルセル・コラー監督率いるアル・アハリは9勝5分の無敗でこの大会を制し、通算優勝回数を「12」に伸ばして自身の持つ大会最多記録をさらに更新した。8月、エジプト・プレミアリーグでも脅威の21連勝を記録して優勝を飾り、リーグ2連覇を達成するとともにクラブ通算44回目のリーグ制覇を数えた。2023-24シーズンはCAFチャンピオンズリーグとの二冠（国内リーグと大陸タイトルの同時制覇）ともなり、アル・アハリの国内外における支配力を改めて示す結果となった。近年のアフリカCLでの好成績により、アル・アハリは2025年6月に米国で開催される32チーム制の新フォーマットによるFIFAクラブワールドカップ2025への出場権も獲得した（アフリカからは他にチュニジアのエスペランス、モロッコのウィダード、南アフリカのマメロディ・サンダウンズFCが出場）。これによりアル・アハリは拡大された世界大会でもアフリカ代表の一角として挑むことになった。しかし、クラブW杯出場を目前に控えた2025年4月末、クラブは指揮官のマルセル・コラー監督との契約を双方合意のうえで解除した。コラーは2022年9月に就任して以来、CAFチャンピオンズリーグ2連覇（2022–23、2023–24）やエジプト・プレミアリーグ2連覇など数々の国内外タイトルをクラブにもたらし、黄金期の再来とも評される実績を残していたが、CAFチャンピオンズリーグ2024-25準決勝での敗退（アウェーゴール差による敗退）を受けてサポーターからの批判が高まり、試合後には一部ファンによる抗議行動も発生した。これを受けてクラブはコラーとの協議を行い、契約解除に至ったと発表した。退任に際しては、契約上の補償金額を巡る意見の相違も報じられたがクラブは「これまでの功績を称える」としてコラーに謝意を表し、彼の後任にはかつてセンターバックとして長年プレーしていたエマド・エル＝ナハスが暫定的にトップチームの指揮を執ることを発表した。

## サポーター

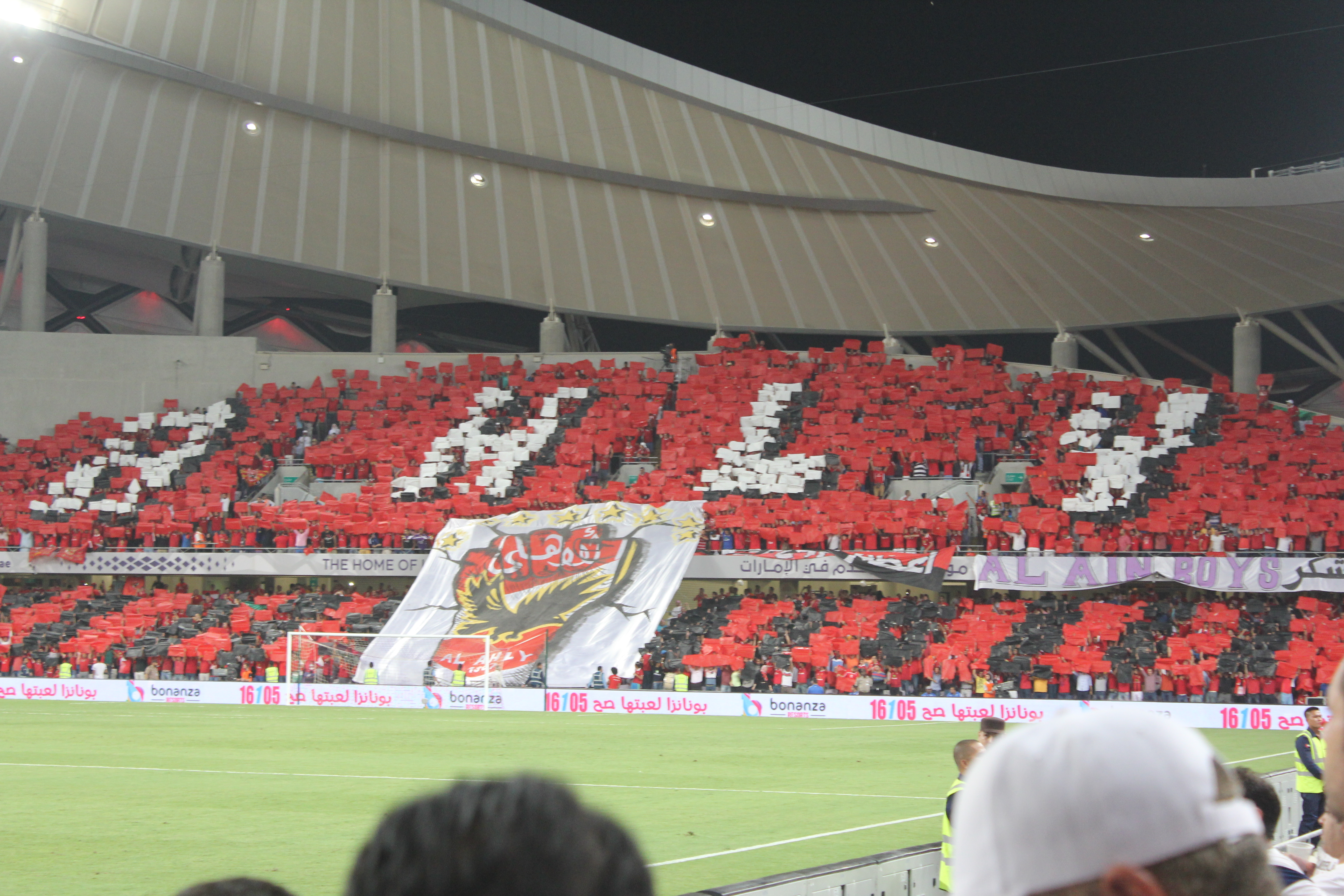
エジプト・スーパーカップの応援に駆けつけたサポーター（2015年）

### ライバルサポーターとの関係
アル・アハリの最大のライバルは同じカイロを本拠地とするアル・ザマレクであり、両クラブの対戦は「カイロ・ダービー」として知られる。両者の関係は単なる地理的なライバルを超え、ナショナリズムや階級、さらには植民地時代の歴史的背景をも含んでいる。アル・アハリは1907年の英国占領下のエジプトにおいて現地エジプト人のナショナリズムと反植民地主義を象徴するクラブとして設立された。翻ってザマレクは当初イギリス軍や王政（特にファルーク王）と結びついたエリート層のクラブとしての性格を持ち、創設当初から両者は政治的・社会的立場の違いにより対立していた。この深い対立はサポーター同士の感情的・暴力的衝突として表面化することも多く、世界で最も激しいダービーの1つとされている。ただし、後述の2011年のエジプト革命期には一時的に対立を超えて共闘する動きも見られた。

### 2011年のエジプト革命
アル・アハリのウルトラス「ウルトラス・アハラウィ（Ultras Ahlawy）」は、2007年に創設されたサポーター組織であり、単なる応援団の枠を超えて社会運動や政治活動においても顕著な存在感を示すようになった。彼らはイタリアや東欧諸国のウルトラス文化に影響を受け、統率されたコールや発煙筒、横断幕などを用いた応援スタイルを導入したが、同時に反権力・反体制の姿勢も色濃く持っていた。特に2011年に発生したエジプト革命において、アハラウィは革命運動の最前線に立ち、決定的な役割を果たすこととなる。彼らはライバルクラブであるザマレクのウルトラス「ホワイト・ナイツ（Ultras White Knights）」と一時的に共闘し、首都カイロのタハリール広場での大規模デモに数千人単位で参加した。そして2月2日に起きた「ラクダ事件（Battle of the Camels, Camel Incident）」では、反政府派と親政権派が激しく衝突する中、両クラブのウルトラスは警察や政府支持者の暴力に対抗する中心的勢力となった。
ムバラク政権下の当時のエジプト社会では政党や労働組合などの反体制組織が厳しく制限されており、ウルトラスのようなスタジアム発の集団は数少ない独立した組織的抵抗の場であった。そのためアハラウィは市民運動の一部として機能し、若者や労働者階級の代弁者としての側面を持つに至った。デモではバリケードの防衛、抗議歌の唱和、政権批判の横断幕掲出などに積極的に関与し、「革命の守護者」として称賛されるようになった。こうした活動はアル・アハリというクラブが創設時から掲げていた「民衆のためのクラブ」という理念とも重なり、サポーターとクラブの関係をより象徴的なものにした。こうして、ウルトラス・アハラウィは単なるサポーター集団の枠を越え、ムバラク体制に対する民衆の怒りと抵抗の象徴としてエジプト現代史に特異な存在感を残した。しかし、2015年にカイロの裁判所はエジプト国内のすべてのウルトラスをテロ組織と認定。以降、さまざまなクラブのウルトラスのメンバーが拘束され、アル・アハリとエジプト代表のスター選手であるモハメド・アブトレイカもムスリム同胞団との繋がりが告発されてテロリストに指定された。これらを受けてアハラウィも2018年に解散した。

## サプライヤーとスポンサー
| 期間 | サプライヤー | スポンサー    |
| ---- | ------------ | ------------- |
| 1993 | Adidas       | Coca-Cola     |
| 1994 | Adidas       | Coca-Cola     |
| 1995 | Adidas       | Coca-Cola     |
| 1996 | Adidas       | Coca-Cola     |
| 1997 | Adidas       | Coca-Cola     |
| 1998 | Adidas       | Coca-Cola     |
| 1999 | Adidas       | Coca-Cola     |
| 2000 | Adidas       | Coca-Cola     |
| 2000 | Nike         | Coca-Cola     |
| 2001 | Nike         | Coca-Cola     |
| 2001 | Nike         | Vodafone      |
| 2002 | Nike         | Vodafone      |
| 2002 | Puma         | Vodafone      |
| 2003 | Puma         | Vodafone      |
| 2004 | Puma         | Vodafone      |
| 2005 | Puma         | Vodafone      |
| 2006 | Puma         | Vodafone      |
| 2007 | Puma         | Vodafone      |
| 2008 | Puma         | Vodafone      |
| 2009 | Puma         | Vodafone      |
| 2009 | Adidas       | Vodafone      |
| 2010 | Adidas       | Vodafone      |
| 2011 | Adidas       | Vodafone      |
| 2011 | Adidas       | Etisalat      |
| 2012 | Adidas       | Etisalat      |
| 2013 | Adidas       | Etisalat      |
| 2014 | Adidas       | Etisalat      |
| 2015 | Adidas       | Etisalat      |
| 2015 | Adidas       | Vodafone      |
| 2016 | Sporta       | Vodafone      |
| 2017 | Sporta       | Vodafone      |
| 2018 | Sporta       | Vodafone      |
| 2018 | Umbro        | Vodafone      |
| 2019 | Umbro        | Telecom Egypt |
| 2020 | Umbro        | Telecom Egypt |
| 2021 | Umbro        | Telecom Egypt |
| 2022 | Umbro        | Telecom Egypt |
| 2023 | Adidas       | Etisalat      |

## タイトル
2023-24シーズン終了現在
| 国際タイトル                         | 国際タイトル | 国際タイトル |
| コンペティション                     | 優勝回数     | シーズン |
| ------------------------------------ | ------------ | --- |
| CAFチャンピオンズリーグ              | 12回         | 1982, 1987, 2001, 2005, 2006, 2008, 2012, 2013, 2019-20, 2020-21, 2022-23, 2023-24 |
| CAFコンフェデレーションカップ        | 1回          | 2014 |
| CAFスーパーカップ                    | 8回          | 2002, 2006, 2007, 2009, 2013, 2014, 2021(5月), 2021(12月) |
| アフリカンカップウィナーズカップ     | 4回          | 1984, 1985, 1986, 1993 |
| アフロアジアクラブ選手権             | 1回          | 1988 |
| アラブ・チャンピオンズリーグ         | 1回          | 1996 |
| アラブ・カップウィナーズカップ       | 1回          | 1995 |
| アラブ・スーパーカップ               | 2回          | 1997, 1998 |
| アフリカ・アジア・パシフィックカップ | 1回          | 2024 |
| 国内タイトル                         |              | |
| エジプト・プレミアリーグ             | 45回         | 1948-49, 1949-50, 1950-51, 1952-53, 1953-54, 1955-56, 1956-57, 1957-58, 1958-59, 1960-61, 1961-62, 1974-75, 1975-76, 1976-77, 1978-79, 1979-80, 1980-81, 1981-82, 1984-85, 1985-86, 1986-87, 1988-89, 1993-94, 1994-95, 1995-96, 1996-97, 1997-98, 1998-99, 1999-2000, 2004-05, 2005-06, 2006-07, 2007-08, 2008-09, 2009-10, 2010-11, 2013-14, 2015-16, 2016-17, 2017-18, 2018-19, 2019-20, 2022-23, 2023-24, 2024-25 |
| エジプト・カップ                     | 39回         | 1923-24, 1924-25, 1926-27, 1927-28, 1929-30, 1930-31, 1936-37, 1939-40, 1941-42, 1942-43, 1944-45, 1945-46, 1946-47, 1948-49, 1949-50, 1950-51, 1952-53, 1955-56, 1957-58, 1960-61, 1965-66, 1977-78, 1980-81, 1982-83, 1983-84, 1984-85, 1988-89, 1990-91, 1991-92, 1992-93, 1995-96, 2000-01, 2002-03, 2005-06, 2006-07, 2016-17, 2019-20, 2021-22, 2022-23                                                         |
| エジプト・スーパーカップ             | 15回         | 2003, 2005, 2006, 2007, 2008, 2010, 2011, 2014, 2015, 2018, 2019, 2021, 2022, 2023, 2024, |
| スルタン・フセイン・カップ           | 7回          | 1922-23, 1924-25, 1925-26, 1926-27, 1928-29, 1930-31, 1937-38 |

## FIFAクラブW杯での成績
| トーナメント方式     | トーナメント方式 | トーナメント方式         | トーナメント方式 | トーナメント方式 | トーナメント方式 |
| 大会                 | ラウンド         | 対戦相手                 | スコア           | スコア           | 最終成績         |
| -------------------- | ---------------- | ------------------------ | ---------------- | ---------------- | ---------------- |
| 2005                 | 1回戦            | アル・イテハド           | 0-1              | 0-1              | 6位              |
| 2005                 | 5位決定戦        | シドニー                 | 1-2              | 1-2              | 6位              |
| 2006                 | 1回戦            | オークランド・シティ     | 2-0              | 2-0              | 3位              |
| 2006                 | 準決勝           | インテルナシオナル       | 1-2              | 1-2              | 3位              |
| 2006                 | 3位決定戦        | クラブ・アメリカ         | 2-1              | 2-1              | 3位              |
| 2008                 | 準々決勝         | パチューカ               | 2-4 (延長)       | 2-4 (延長)       | 6位              |
| 2008                 | 5位決定戦        | アデレード・ユナイテッド | 0-1              | 0-1              | 6位              |
| 2012                 | 準々決勝         | サンフレッチェ広島       | 2-1              | 2-1              | 4位              |
| 2012                 | 準決勝           | コリンチャンス           | 0-1              | 0-1              | 4位              |
| 2012                 | 3位決定戦        | モンテレイ               | 0-2              | 0-2              | 4位              |
| 2013                 | 準々決勝         | 広州恒大                 | 0-2              | 0-2              | 6位              |
| 2013                 | 5位決定戦        | モンテレイ               | 1-5              | 1-5              | 6位              |
| 2020                 | 準々決勝         | アル・ドゥハイル         | 1-0              | 1-0              | 3位              |
| 2020                 | 準決勝           | バイエルン・ミュンヘン   | 0-2              | 0-2              | 3位              |
| 2020                 | 3位決定戦        | パルメイラス             | 0-0 (3-2 p)      | 0-0 (3-2 p)      | 3位              |
| 2021                 | 準々決勝         | モンテレイ               | 1-0              | 1-0              | 3位              |
| 2021                 | 準決勝           | パルメイラス             | 0-2              | 0-2              | 3位              |
| 2021                 | 3位決定戦        | アル・ヒラル             | 4-0              | 4-0              | 3位              |
| 2022                 | プレーオフ       | オークランド・シティ     | 3-0              | 3-0              | 4位              |
| 2022                 | 準々決勝         | シアトル・サウンダーズ   | 1-0              | 1-0              | 4位              |
| 2022                 | 準決勝           | レアル・マドリード       | 1-4              | 1-4              | 4位              |
| 2022                 | 3位決定戦        | フラメンゴ               | 2-4              | 2-4              | 4位              |
| 2023                 | 準々決勝         | アル・イテハド           | 3-1              | 3-1              | 3位              |
| 2023                 | 準決勝           | フルミネンセ             | 0-2              | 0-2              | 3位              |
| 2023                 | 3位決定戦        | 浦和レッズ               | 4-2              | 4-2              | 3位              |
| グループステージ方式 |                  |                          |                  |                  |                  |
| 大会                 | ラウンド         | 対戦相手                 | スコア           | 結果             | 最終成績         |
| 2025                 | グループステージ | インテル・マイアミ       | 0-0              | 4位              | GS敗退           |
| 2025                 | グループステージ | パルメイラス             | 0-2              | 4位              | GS敗退           |
| 2025                 | グループステージ | ポルト                   | 4-4              | 4位              | GS敗退           |

## 現所属メンバー
2025年5月1日現在
注：選手の国籍表記はFIFAの定めた代表資格ルールに基づく。
| No. | Pos. |                    | 選手名                          |
| --- | ---- | ------------------ | ------------------------------- |
| 1   | GK   | エジプト           | モハメド・エル＝シェナウィ      |
| 2   | DF   | エジプト           | ハーレド・アブデルファッター    |
| 3   | DF   | エジプト           | オマル・カマル                  |
| 5   | DF   | エジプト           | ラーミー・ラビーア              |
| 6   | DF   | エジプト           | ヤセル・イブラヒム              |
| 8   | MF   | エジプト           | アクラム・トーフィーク          |
| 9   | FW   | パレスチナ自治政府 | ウィッサーム・アブー・アリー () |
| 10  | FW   | スロベニア         | ネイツ・グラディシャル          |
| 12  | FW   | モロッコ           | レダ・スリム                    |
| 13  | MF   | エジプト           | マルワン・アティヤ              |
| 14  | FW   | エジプト           | フセイン・エル・シャハト        |
| 15  | DF   | モロッコ           | アクラフ・ダリ                  |
| 16  | GK   | エジプト           | ハムザ・アラー                  |
| 17  | MF   | エジプト           | アムル・エル・ソリヤ            |

| No. | Pos. |            | 選手名                         |
| --- | ---- | ---------- | ------------------------------ |
| 18  | DF   | モロッコ   | ヤヒア・アティヤット・アッラー |
| 19  | MF   | エジプト   | モハメド・マグディ             |
| 20  | MF   | エジプト   | カリム・ワリード               |
| 21  | DF   | チュニジア | アリ・マールル                 |
| 22  | MF   | エジプト   | イマーム・アシュール           |
| 23  | MF   | エジプト   | オマル・エル・サイー           |
| 24  | MF   | エジプト   | Ahmed Reda Hashem              |
| 27  | DF   | エジプト   | モスタファ・エル・アーシュ     |
| 28  | FW   | エジプト   | カリム・フアード               |
| 29  | FW   | エジプト   | ターヘル・モハメド             |
| 30  | DF   | エジプト   | モハメド・ハニー               |
| 31  | GK   | エジプト   | モスタファ・ショベイル         |
| 32  | FW   | エジプト   | サミール・モハメド             |
| 33  | DF   | エジプト   | カリム・エル・デベス           |
| 34  | FW   | モロッコ   | アシュラフ・ベンシャルキ       |
| 36  | MF   | エジプト   | アフマド・ナビル・コーカ       |
| 37  | GK   | エジプト   | モスタファ・マフルーフ         |

監督
- ホセ・リベイロ

### ローン移籍
in
注：選手の国籍表記はFIFAの定めた代表資格ルールに基づく。
| No. | Pos. |          | 選手名                                   |
| --- | ---- | -------- | ---------------------------------------- |
| 18  | DF   | モロッコ | ヤヒア・アティヤット・アッラー (PFCソチ) |

| No. | Pos. |          | 選手名                              |
| --- | ---- | -------- | ----------------------------------- |
| 27  | DF   | エジプト | モスタファ・エル・アーシュ (ZED FC) |

out
注：選手の国籍表記はFIFAの定めた代表資格ルールに基づく。
| No. | Pos. |            | 選手名                                            |
| --- | ---- | ---------- | ------------------------------------------------- |
| --  | DF   | エジプト   | アブデルラフマン・ラシャダン (モダン・スポーツFC) |
| --  | MF   | マリ共和国 | アリウ・ディエング (アル・ホロード)               |
| --  | FW   | チュニジア | モハメド・ダウイ (CSスファクシアン)               |

| No. | Pos. |          | 選手名                                      |
| --- | ---- | -------- | ------------------------------------------- |
| --  | FW   | エジプト | アフマド・アブデル・カーディル (カタールSC) |
| --  | FW   | エジプト | モハメド・ヤセル (FKテプリツェ)             |
| --  | FW   | エジプト | カハラバ (アル・イテハド・トリポリ)         |

## 歴代監督
- マハムード・エル＝ゴハリ (1982-1984)
- ドン・レヴィー (1984-1985)
- マハムード・エル＝サイエス
- マハムード・エル＝ゴハリ (1985-1986)
- マハムード・エル＝サイエス
- ファトヒィ・マブルーク (暫定)
- アハマド・マーヘル (暫定)
- マヌエル・ジョゼ (2001-2002)
- ヨー・ボンフレーレ (2002)
- ファトヒィ・マブルーク (暫定)
- トニ・オリヴェイラ (2003)
- ファトヒィ・マブルーク (暫定)
- マヌエル・ジョゼ (2004-2009)
- ネロ・ヴィンガダ (2009)
- ホサーム・エル・バドリ (2009-2010)
- マヌエル・ジョゼ (2010-2012)
- ホサーム・エル・バドリ (2012-2013)
- ムハンマド・ユーセフ (暫定) (2013)
- ムハンマド・ユーセフ (2013-2014)
- ファトヒィ・マブルーク (暫定) (2014)
- フアン・カルロス・ガリード (2014-2015)
- ファトヒィ・マブルーク (暫定) (2015)
- アブドゥル＝アズィーズ・アブドゥル＝シャフィー (暫定) (2015)
- ジョゼ・ペセイロ (2015-2016)
- アブドゥル＝アズィーズ・アブドゥル＝シャフィー (暫定) (2016)
- マルティン・ヨル (2016)
- ホサーム・エル・バドリ (2016-2018)
- マルティン・ラサルテ (2018-2019)
- レネ・ヴァイラー (2019-2020)
- ピツォ・モシマネ (2020-2022)
- リカルド・ソアレス (2022)
- マルセル・コラー (2022-2025)
- エマド・エル＝ナハス（英語版） (2025)
- ホセ・リベイロ (2025-)

出典

## 歴代所属選手

### GK
- シェリフ・エクラミー 2003-2005, 2010-2020
- ラムジー・サーレハ 2008-2010
- モハメド・エル＝シェナウィ 2008, 2016-

### DF
- ハニ・ラムズィ 1987-1990
- シャディ・モハメド（英語版） 1999-2009
- モハメド・アブデルワハブ 2004-2006
- ラーミー・ラビーア 2010-2014, 2015-
- アハメド・ヘガジー 2015-2017
- アリ・マールル 2016-

### MF
- ホッサム・ガリ 2000-2003, 2010-2013, 2014-2017
- ジウベルト（英語版） 2002-2010
- フセイン・ヤセル 2008-2010
- アハマド・ハサン 2008-2011
- トレゼゲ 2012-2016

### FW
- モハメド・アブトレイカ 2004-2014
- フラヴィオ 2005-2009
- フランシス・ドー 2009-2011
- ドミニク・ダ・シルヴァ 2011-2013
- ラマダン・ソブヒ 2014-2016
- マリク・エヴナ 2015-2016
- パーシー・タウ 2021-2025
- アントニー・モデスト 2023-2024